# The Lightning Thief
The Lightning Thief (Brasil: O Ladrão de Raios / Portugal: Percy Jackson e os Ladrões do Olimpo) é o primeiro livro da série  Percy Jackson & os Olimpianos baseado na mitologia grega, escrito por Rick Riordan. , que narra a vida do adolescente Percy Jackson que descobre ser um semideus, filho de Poseidon com uma humana. Percy e seus amigos vão a uma missão para evitar uma guerra entre os deuses Zeus, Poseidon e Hades.
The Lightning Thief foi vendido em um leilão para a Miramax Books antes de ser lançado nos Estados Unidos no dia 28 de Julho de 2005. O livro vendeu mais de 12 milhões de cópias em quatro anos, aparecendo na lista dos mais vendidos do The New York Times e foi listado como um dos melhores livros para jovens, dentre outros feitos. Foi adaptado para os cinemas com o nome de Percy Jackson and the Olympians: The Lightning Thief e foi lançado no dia 12 de Fevereiro de 2010.

## Sinopse
Os deuses do Olimpo continuam vivos, em pleno século XXI! Eles ainda se apaixonam por mortais e têm filhos que podem se tornar grandes heróis, mas que acabam, na maioria das vezes, encontrando destinos terríveis nas garras de monstros sem coração.
Apenas alguns descobrem sua identidade e conseguem chegar ao Acampamento Meio-Sangue, um acampamento de verão em Long Island dedicado ao treinamento de jovens semideuses. Essa é a revelação que leva Percy Jackson a uma incrível busca para ajudar seu verdadeiro pai - o deus dos mares! -, a evitar uma guerra no Olimpo.
Com a ajuda do sátiro Grover Underwood e de Annabeth Chase, uma filha de Atena, Percy é encarregado de cruzar os Estados Unidos para capturar o ladrão que roubou a mais poderosa arma de destruição já concebida: o raio mestre de Zeus.
No caminho, eles enfrentam uma horda de inimigos mitológicos determinados a detê-los. Em meio aos perigos dessa jornada, Percy precisa confrontar um pai que ele não conhece e se precaver de uma cruel traição.

## Enredo
| The Lightning Thief         | A vida te guarda muitas surpresas, e na mitologia grega não é diferente, ou você toma cuidado ou você acaba morto | The Lightning Thief |
| — Zeus, The Lightning Thief | |                     |

Percy Jackson é um garoto como tantos outros que não se ajustam aos padrões sociais. Em seis anos ele já frequentou seis escolas, e acredita que isso tenha ocorrido porque tudo de ruim acontece com ele, principalmente durante as excursões escolares, o que então motiva imediatamente sua expulsão da instituição em que se encontra. 
O garoto acredita que não pode ser melhor que os outros, nem mesmo tão bom quanto eles, pois seus problemas de dislexia – dificuldades para ler, escrever e soletrar – e de transtorno do déficit de atenção não o permitem. Porém, o único professor com quem ele tem mais afinidade na atual escola – a Academia Yancy, um internato particular de Nova Iorque, exclusivo para crianças consideradas portadoras de problemas -, o Senhor Brunner, mestre de latim, acredita realmente que ele é mais talentoso do que imagina. 
Em uma excursão para o Metropolitan Museum of Art, ele descobre inesperadamente que tem poderes desconhecidos, revelados subitamente quando sua colega de escola, Nancy Bobofit, humilha Grover, seu melhor amigo. De repente, sem saber como, ele ingressa em um universo paralelo, no qual seus professores não são mais o que parecem ser. 
A Senhora Dodds, mestra de álgebra, que sempre o detestou, despe suas vestes humanas e se revela um ser uma das Fúrias. O professor de latim, que anda sobre uma cadeira de rodas, aparece no cenário do confronto com uma velocidade incalculável e atira para o garoto uma caneta que, surpreendentemente, converte-se em uma espada. 
É com esta arma que Jackson atinge a falsa professora, transformando-a em pó com aroma de enxofre. O problema é que, aturdido, achando que tudo foi fruto de sua imaginação, ele sai à procura da Senhora Dodds, e descobre que ela nunca existiu.
meses depois, no final daquele ano, Percy e Grover veem três estranhas velhas em uma banca de frutas e Grover fica bastante nervoso. Ao chegar em casa, a mãe de Percy resolve levá-lo a uma praia, onde Grover aparece e faz com que Sally Jackson os leve ao Acampamento meio-Sangue, mas no meio do caminho são atacados pelo Minotauro que leva Sally ao Tártaro.
No acampamento, Percy descobri que o senhor Brunner é um centauro chamado Quíron, que o cloca no chalé de Hermes. Quando acontece uma caçada a bandeira, é revelado que percy é filho de Poseidon, e é acusado de roubar o raio-mestre de Zeus, e ele tem dez dias para achar tal arma. Ele enfrentar seres como as Fúrias, a Medusa, Equidna, Procrusto. Percy  também recebe a ajuda de Ares. Chegando em Los Angeles, ele entra em um lugar onde o tempo passa muito rápido. Só depois de sair de lá, é que finalmente chega ao Hades, onde enfrenta Cérbero. No Castelo de Hades, Percy descobri que o raio de Zeus não foi roubado por Hades, e sim por Ares. Após sair do Hades, Percy luta com Ares, e ganha. Ele vai até o Olimpo, e entrega o raio a Zeus. Sua mãe retorna ao Mundo Humano, e Percy descobre que quem roubou o raio, foi, na verdade, Luke Castellan. O livro termina com Annabeth voltando aos cuidados do pai.

## Personagens principais
- Percy Jackson - Percy é um menino de 12 anos que tem sido expulso de escolas constantemente. Numa excursão no Museu Metropolitano de Arte, Percy é atacado por uma das Fúrias de Hades. Logo se seguem acontecimentos estranhos a sua volta e ele descobre ser um semideus, e vai morar no Acampamento Meio-Sangue, sob a olhar de Quíron. Junto com seus amigos, Grover e Annabeth, Percy tem a missão de resgatar o Raio Mestre de Zeus e evitar uma grande guerra entre deuses.[3]
- Annabeth Chase - Filha da deusa Atena. Annabeth foi morar no Acampamento Meio-Sangue muito pequena, por não se adequar a sua família mortal. Frustrada por não sair do acampamento, ela espera pela concretização de uma profecia, e assim voltar as missões. Annabeth usa um boné que a torna invisível, presente dado por sua mãe e muito útil em diversas situações. Ela ajuda Percy a resgatar o raio de Zeus.
- Grover Underwood - Melhor amigo de Percy na escola, Grover estava sob disfarce para o vigiar, a pedido de Quíron. Ele é um sátiro e ajuda Percy na sua missão de resgatar o raio de Zeus. Grover sonha em conseguir sua permissão de buscador, para assim sair a procura do grande deus Pã, e ele a tem no fim do livro.[3]
- Luke Castellan - O líder do chalé de Hermes no Acampamento Meio-Sangue. Foi o primeiro amigo de Percy no acampamento. Usa sua espada Mordecostas, metade-aço, metade-bronze celestial, que podia matar tanto mortais quanto monstros. Contribui para formar Percy na arte da batalha.

## Capítulos
| Cap. | Estados Unidos                                 | Brasil                                                               | Portugal                                                 |
| ---- | ---------------------------------------------- | -------------------------------------------------------------------- | -------------------------------------------------------- |
| 1    | I accidentally vaporize my pre-algebra teacher | Sem querer, transformo em pó minha professora de iniciação à álgebra | Sem Querer, Reduzi a Pó a Minha Professora de Matemática |
| 2    | Three old ladies knit the socks of death       | Três velhas senhoras tricotam as meias da morte                      | Três Velhotas Tricotam as Meias da Morte                 |
| 3    | Grover unexpectedly loses his pants            | Grover de repente perde as calças                                    | Grover Aparece sem Calças                                |
| 4    | My mother teaches me bullfighting              | Minha mãe me ensina a tourear                                        | A Minha Mãe Ensina-me a Tourear                          |
| 5    | I play pinochle with a horse                   | Eu jogo pinochle com um cavalo                                       | Jogo à Bisca com Um Cavalo                               |
| 6    | I become supreme lord of the bathroom          | Minha transformação em Senhor Supremo do Banheiro                    | Torno-me Rei Supremo da Casa de Banho                    |
| 7    | My dinner goes up in smoke                     | Meu jantar se esvai em fumaça                                        | O Meu Jantar Acaba na Fogueira                           |
| 8    | We capture a flag                              | Nós capturamos uma bandeira                                          | Conquistamos uma Bandeira                                |
| 9    | I am offered a quest                           | Oferecem-me uma missão                                               | Recebo Uma Missão                                        |
| 10   | I ruin a perfectly good bus                    | Eu destruo um ônibus                                                 | Destruo Um Autocarro em Perfeitas Condições              |
| 11   | We visit the Garden Gnome Emporium             | Nossa visita ao Empório de Anões de Jardim                           | Visitamos o Bazar de Gnomos de Jardim                    |
| 12   | We get advice from a poodle                    | Um poodle é o nosso conselheiro                                      | Seguimos os Conselhos de Um Caniche                      |
| 13   | I plunge to my death                           | Meu mergulho para a morte                                            | Mergulho para a Morte                                    |
| 14   | I become a known fugitive                      | Eu me torno um fugitivo conhecido                                    | Transformo-me num Fugitivo Famoso                        |
| 15   | God buys us cheeseburgers                      | Um deus compra cheeseburgers para nós                                | Um Deus Compra-nos Cheeseburgers                         |
| 16   | We take a zebra to Vegas                       | A ida de uma zebra para Las Vegas                                    | Levamos Uma Zebra para Las Vegas                         |
| 17   | We shop for water beds                         | Vamos comprar camas d'água                                           | Vamos Comprar Camas de Água                              |
| 18   | Annabeth does obedience school                 | Annabeth usa a aula de adestramento                                  | Annabeth Treina Um Cão                                   |
| 19   | We find out the truth, sort of                 | De certa forma, descobrimos a verdade                                | Descobrimos a Verdade, Mais ou Menos                     |
| 20   | I battle my jerk relative                      | A luta contra o meu parente imbecil                                  | Luto com o Meu Parente Idiota                            |
| 21   | I settle my tab                                | Meu acerto de contas                                                 | O Meu Acerto de Contas                                   |
| 22   | Prophecy comes true                            | A profecia se cumpre                                                 | Cumpre-se a Profecia                                     |

## Recepção da crítica
O site Common Sense Media, especializado em críticas de livros infantis deu quatro de cinco estrelas para o livro e dizendo:"Os personagens não são emocionalmente envolventes, mas mesmo assim este livro é emocionante, surpreendente, e muito gratificante. Crianças que não sabem muita sobre mitologia ainda podem desfrutar da aventura alucinante por conta própria". Polly Shulman do The New York Times comparou o livro com a série Harry Potter, e acrescentou que ele "é perfeitamente pesado, com momentos eletrizantes perseguindo uns aos outros como batimentos cardíacos, e os mistérios se revelando em seqüência". Um representante do School Library Journal disse que o livro é "uma busca de aventura no limite do suspense. Os leitores ficaram ansioso pelos próximos passos do jovem protagonista".
Eoin Colfer autor da série de livros Artemis Fowl disse que The Lighting Thief é "uma fantástica mistura de magia com a modernidade". O Publishers Weekly também elogiou o livro, considerando-o como "rápido e bem-humorado", e acrescentou que o livro iria "deixar muitos leitores ansiosos pelo próximo capítulo".
O site Kirkus apontou que "o tom sarcástico da voz do narrador empresta um ar refrescante de realismo a este conto que busca ritmo de heroísmo que questiona a realidade do nosso mundo, família, amizade e lealdade".[ligação inativa]
No dia 8 de Abril de 2007, The Lighting Thief entrou para a lista dos best sellers juvenis da The New York Times em nono lugar. Foi eleito o melhor Livro de 2005 pela School Library Journal, e um dois melhores da lista do Chicago Public Library. Também entrou na Lista do VOYA Top Shelf Fiction. Ganhou também como melhor Livro no Red House Children's Book, Askews Torchlight Award e no Mark Twain Award.
Foi classificado também como notável em 2005 pela American Library Association e pela The New York Times. Outros prêmios foram o melhor livro juvenil do Young Reader's Choice Award e melhor livro no Rebecca Caudill Young Reader's Book Award em 2009.

## Desenvolvimento

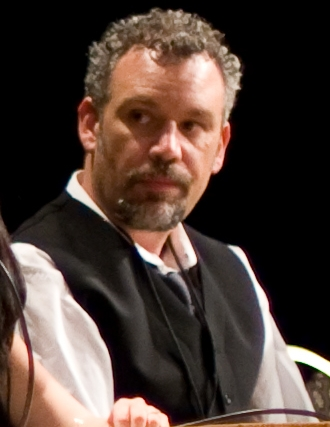
John Rocco, é responsável pelas ilustrações oficiais de Percy Jackson & the Olympians.

Rick Riordan escreveu The Lightning Thief para seu filho que foi diagnosticado com TDAH e dislexia. O mesmo pedia que seu pai lhe escrevesse histórias sobre mitos gregos, já que essa era a única matéria que ele mais se adaptava na escola. Rick havia lecionado mitologia grega para o ensino média algumas vezes, isso lhe proporcionou mais domínio sobre a estória. Depois de escrever várias histórias, seu filho lhe pediu para que ele trouxesse a mitologia para o século XXI. Então Rick criou Percy Jackson e logo em seguida The Lightning Thief.

## Capa
A capa do livro representa os momentos de ápice da história. Percy aparece segurando a Contracorrente e o chifre do Minotauro no mar –, simbolizando seu combate com Ares e quando é revelado filho de Poseidon em uma cidade moderna, mostrando a existência mitológica em tempos modernos. Além disso, aparece olhando para o prédio Empire State Building, o Monte Olimpo.
Para a deluxe edition do livro, foi lançada uma versão com oito pituras coloridas. Em nota no seu blog oficial, John Rocco, responsável pela ilustração do livro, disse:
| “ | Eu tive que colocar todos os meus outros projetos de lado para trabalhar nele, mas no final foi totalmente gratificante. | ” |

## Adaptações

### Cinematográfica

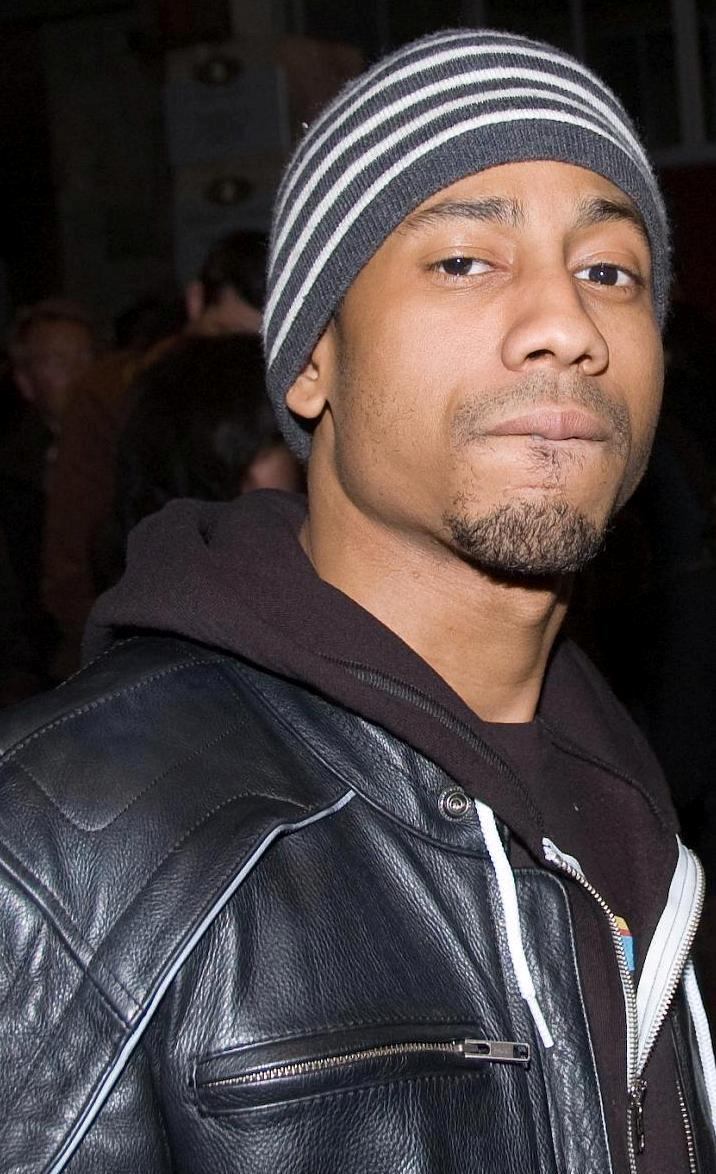
Brandon T. Jackson interpretou o sátiro, Grover Underwood, na adaptação do livro para os cinemas, estando assim no núcleo dos personagens principais.

A 20th Century Fox adquiriu os direitos de adaptar o livro para o cinema em Junho de 2007. Em abril de 2007 Chris Columbus foi contratado para dirigir o longa. Logan Lerman interpretou Percy Jackson, Brandon T. Jackson como Grover Underwood. Alexandra Daddario como Annabeth e Jake Abel foi escalado como Luke Castellan. O elenco também teve a indicada a Golden Globe Awards Uma Thurman como Medusa, e Pierce Brosnan interpreta Quíron. O filme foi intitulado de Percy Jackson & the Olympians: The Lightning Thief.
A trama do filme se desvia bastante do livro, mas ainda é relativamente um filme decente. Existem algumas várias diferenças entre o filme e o livro. Como não há qualquer aparição do encontro com a Equidna, o encontro com Ares, Clarisse a filha de Ares e seu banho com a água do banheiro, todos já sabiam que Poseidon era pai de Percy, o chalé de Atena e Poseidon eram rivais na captura da bandeira, Annabeth não brinca com Cerberus para se certificar de Percy e Grover entrou no submundo, e os sapatos voadores não levam Grover e Percy ao poço de Tártaro, Luke já é descoberto como traidor no meio do filme. Umas das maiores criticas foi o fato que Annabeth não ser loira como no livro, que Percy encontrará com outros Deuseses, Luke é morto já no primeiro filme com um tridente em sua garganta e o pêlo do centauro Quíron ser da cor marrom

### História em Quadrinhos
A Série Percy Jackson e os Olimpianos ganhou adaptações para os Quadrinhos em Outubro de 2010 com o lançamento de The Lightning Thief (Graphic Novel) nos Estados Unidos. O livro original foi adaptado por Robert Venditti, a Arte do Livro feita por Attila Futtaki e colorido por José Villarrubia. O Livro foi produzido e lançado pela Disney Hyperion (Editora que publicou também a Série Original). The Lightning Thief (Graphic Novel) foi lançado no Brasil pela Editora Intrínseca (que também publicou no Brasil a Série Original de Rick Riordan) em 17 de Agosto de 2011.

### Audiográfica
Em 28 de junho de 2005, foi lançada 10 horas da versão do livro de áudio, lido pelo ator Jesse Bernstein, e foi lançada no mundo pela Listening Library.
A revista Audio File apontou: "Adultos e crianças será enfeitiçado enquanto ouvem este conto profundamente imaginativo". School Library Journal elogiou tanto o audio quanto o livro dizendo:""Apesar de alguns agudos na voz de Jesse Bernstein falhar (o monstro da Geórgia, por exemplo, não tem sotaque do Sul em sua voz), ele faz um bom trabalho de manter os tons do personagem principal e os agudos distinguíveis". Não há Quimera, profecia e nem o roubo do Helmo de Hades no áudio do livro.